# Olympische Sommerspiele 2016/Leichtathletik – Hochsprung (Männer)

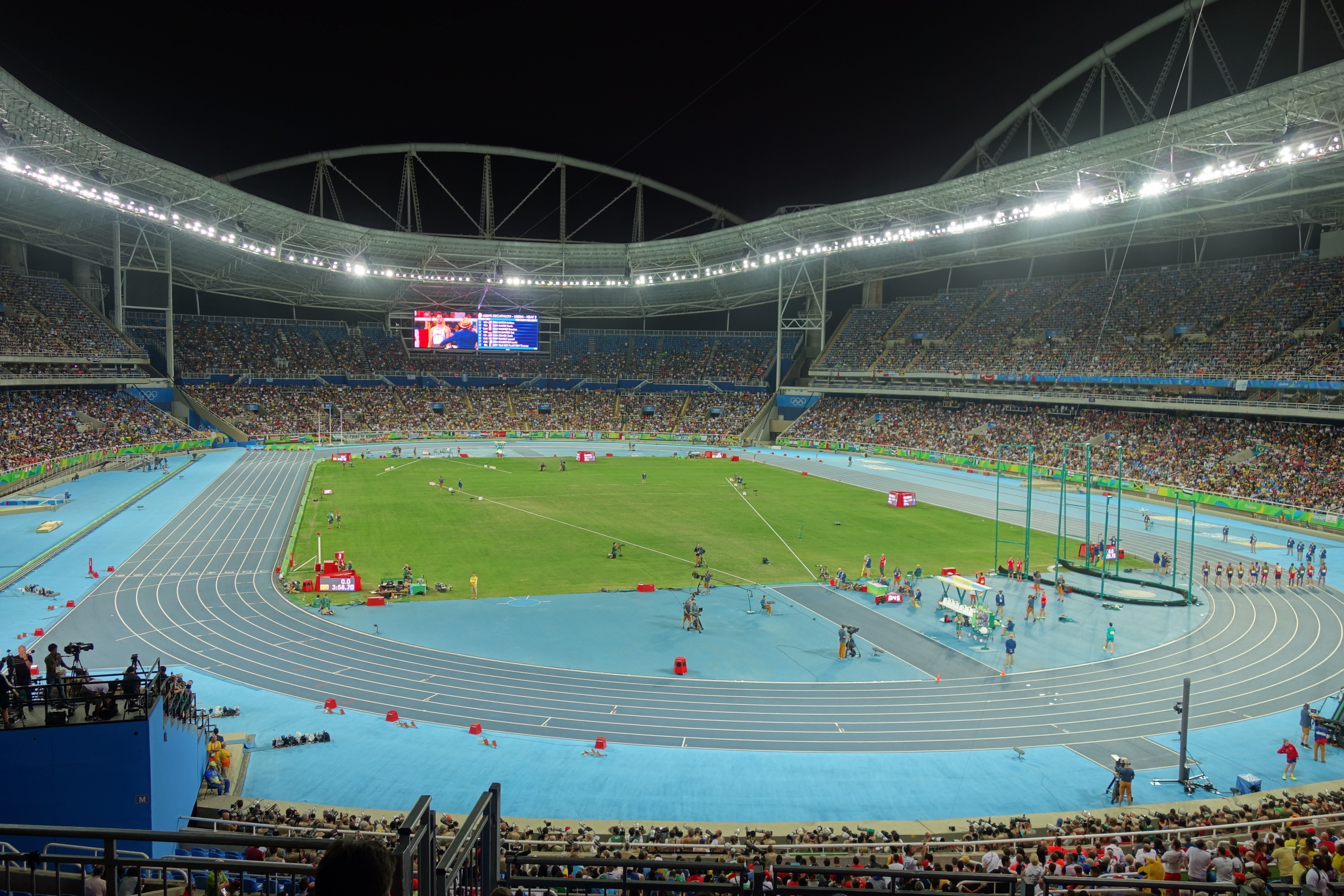
Innenraum des Estádio Olímpico João Havelange während der Spiele von Rio

Der Hochsprung der Männer bei den Olympischen Spielen 2016 in Rio de Janeiro wurde am 14. und 16. August 2016 im Estádio Olímpico João Havelange ausgetragen. 44 Athleten nahmen teil.
Olympiasieger wurde der Kanadier Derek Drouin, der vor Mutaz Essa Barshim aus Katar gewann. Bronze ging an den Ukrainer Bohdan Bondarenko.
Für Deutschland gingen Eike Onnen und Mateusz Przybylko an den Start. Beide scheiterten in der Qualifikation.

Athleten aus der Schweiz, Österreich und Liechtenstein nahmen nicht teil.

## Aktuelle Titelträger
| Olympiasieger                         | Iwan Uchow ( Russland)         | 2,38 m | London 2012    |
| Weltmeister                           | Derek Drouin ( Kanada)         | 2,34 m | Peking 2015    |
| Europameister                         | Gianmarco Tamberi ( Italien)   | 2,32 m | Amsterdam 2016 |
| Nord-/Zentralamerika-/Karibik-Meister | JaCorian Duffield ( USA)       | 2,25 m | San José 2015  |
| Südamerika-Meister                    | Fernando Ferreira ( Brasilien) | 2,22 m | Lima 2015      |
| Asienmeister                          | Takashi Etō ( Japan)           | 2,24 m | Wuhan 2015     |
| Afrikameister                         | Mathew Sawe ( Kenia)           | 2,21 m | Durban 2016    |
| Ozeanienmeister                       | John Dodds ( Australien)       | 2,15 m | Cairns 2015    |

## Bestehende Rekorde
| Weltrekord         | Javier Sotomayor ( Kuba) | 2,45 m | Salamanca, Spanien     | 27. Juli 1993 |
| Olympischer Rekord | Charles Austin ( USA)    | 2,39 m | Finale OS Atlanta, USA | 29. Juli 1996 |

Der bestehende olympische Rekord wurde bei diesen Spielen nicht erreicht. Am höchsten sprang der kanadische Olympiasieger Derek Drouin im Finale. Mit seinem Siegsprung erzielte er 2,38 m und blieb damit nur einen Zentimeter unter dem olympischen Rekord. Zum Weltrekord fehlten ihm sieben Zentimeter.

## Legende
Kurze Übersicht zur Bedeutung der Symbolik – so üblicherweise auch in sonstigen Veröffentlichungen verwendet:
| – | verzichtet   |
| o | übersprungen |
| x | ungültig     |

Anmerkung:
Alle Zeitangaben sind auf die Ortszeit Rio (UTC-3) bezogen.

## Qualifikation
Die Athleten traten zu einer Qualifikationsrunde in zwei Gruppen an. Die für den direkten Einzug ins Finale geforderte Qualifikationshöhe betrug 2,31 m. Als sich abzeichnete, dass eine geringere Höhe für die Finalteilnahme ausreichen würde, ging kein Hochspringer die 2,31 m überhaupt erst an. So setzte sich das Finalfeld aus den mindestens besten zwölf Springern beider Gruppen zusammen. Zur Finalteilnahme waren ohne jeden vorherigen Fehlversuch übersprungene 2,26 m ausreichend. Wegen Höhengleichheit bei gleicher Anzahl von Fehlversuchen qualifizierten sich insgesamt fünfzehn Athleten für das Finale (hellgrün unterlegt).

### Gruppe A

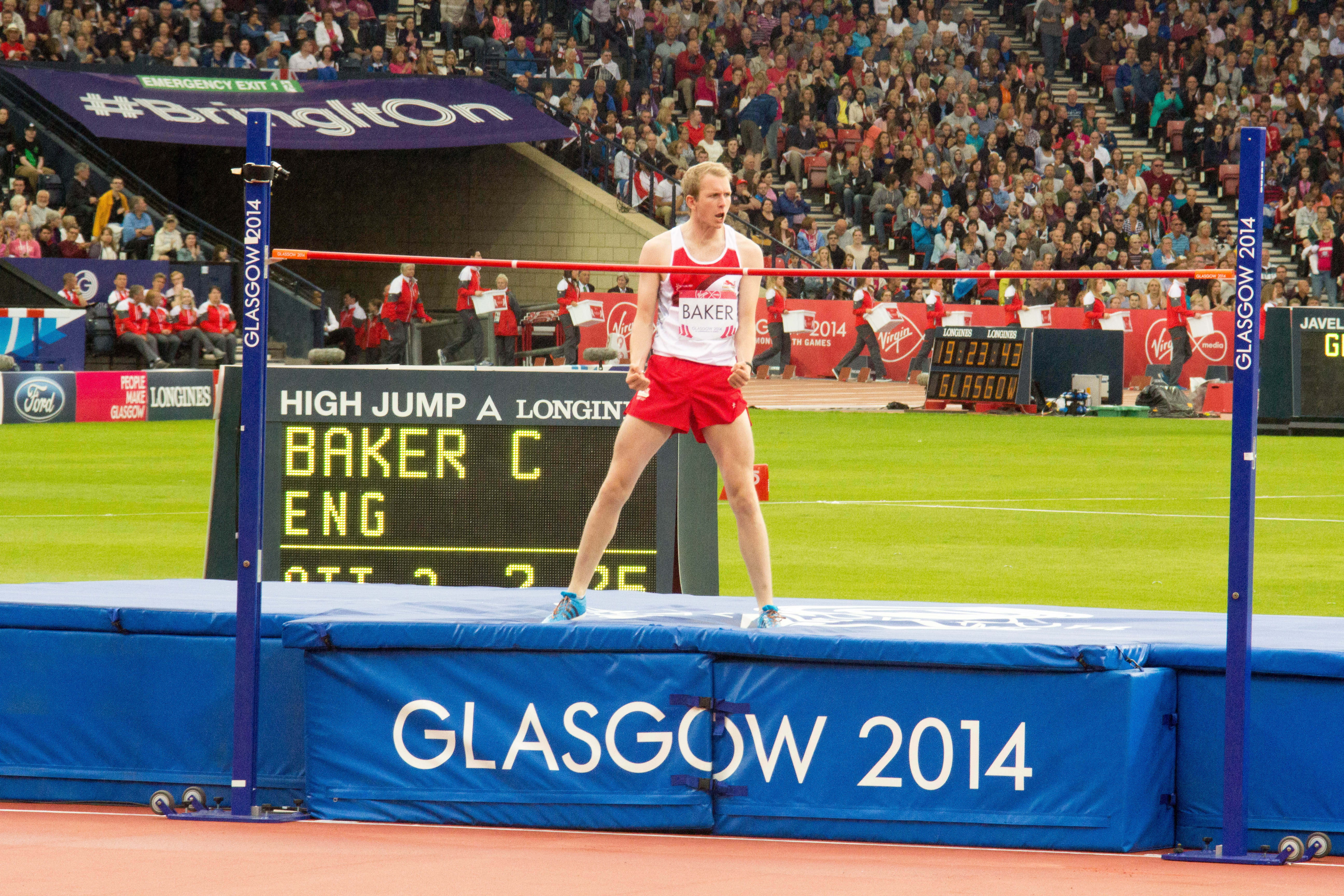
Chris Baker – ausgeschieden mit 2,26 m wegen zweier Fehlversuche seiner Serie
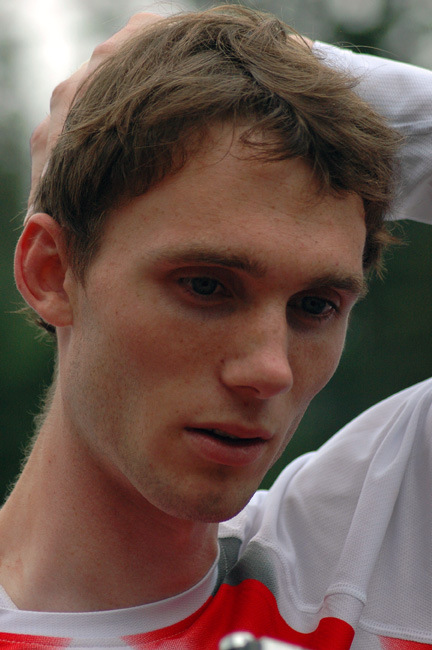
Michael Mason – ausgeschieden mit 2,26 m, weil er zwei Fehlversuche hatte
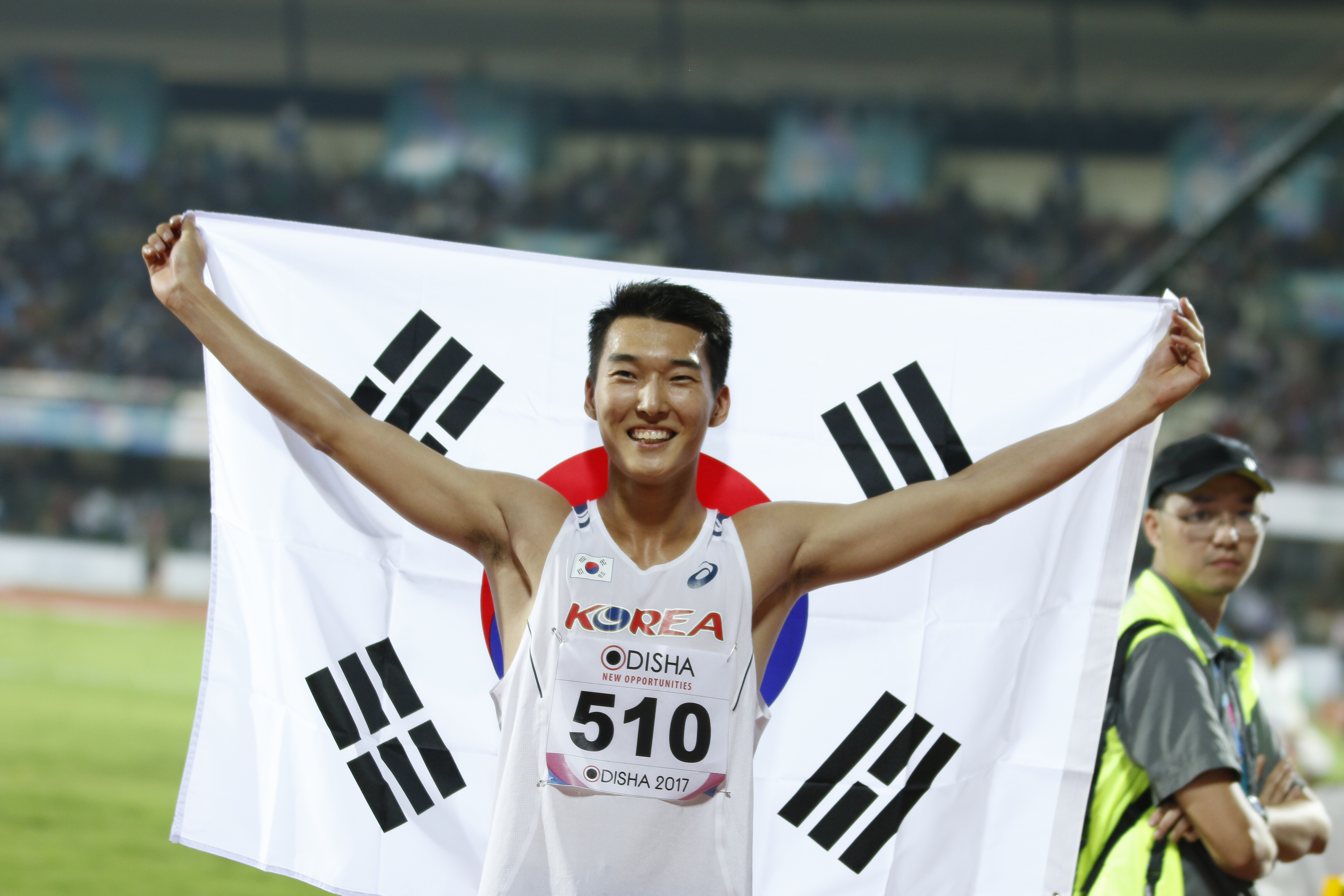
Woo Sang-hyeok – ausgeschieden mit 2,26 m bei zwei Fehlversuchen

14. August 2016, 20.30 Uhr
| Platz | Name                  | Nation              | 2,17 m | 2,22 m | 2,26 m | 2,29 m | Höhe   |
| ----- | --------------------- | ------------------- | ------ | ------ | ------ | ------ | ------ |
| 1     | Mutaz Essa Barshim    | Katar               | o      | o      | o      | o      | 2,29 m |
| 1     | Bohdan Bondarenko     | Ukraine             | –      | o      | –      | o      | 2,29 m |
| 3     | Andrij Prozenko       | Ukraine             | o      | o      | o      | xo     | 2,29 m |
| 4     | Trevor Barry          | Bahamas             | o      | o      | xo     | xxo    | 2,29 m |
| 4     | Brandon Starc         | Australien          | xo     | o      | o      | xxo    | 2,29 m |
| 6     | Luís Castro           | Puerto Rico         | o      | o      | o      | xxx    | 2,26 m |
| 6     | Kyriakos Ioannou      | Zypern              | o      | o      | o      | xxx    | 2,26 m |
| 8     | Chris Baker           | Großbritannien      | xo     | o      | o      | xxx    | 2,26 m |
| 9     | Ricky Robertson       | USA                 | xo     | o      | xo     | xxx    | 2,26 m |
| 10    | Michael Mason         | Kanada              | xo     | o      | xo     | xxx    | 2,26 m |
| 11    | Woo Sang-hyeok        | Südkorea            | o      | o      | xxo    | xxx    | 2,26 m |
| 12    | Eike Onnen            | Deutschland         | o      | xxo    | xxo    | xxx    | 2,26 m |
| 13    | Wojciech Theiner      | Polen               | o      | o      | xxx    |        | 2,22 m |
| 14    | Andrej Tschuryla      | Belarus             | o      | xo     | xxx    |        | 2,22 m |
| 15    | Wang Yu               | Volksrepublik China | xo     | xo     | xxx    |        | 2,22 m |
| 16    | Silvano Chesani       | Italien             | o      | xxo    | xxx    |        | 2,22 m |
| 17    | Konstandinos Baniotis | Griechenland        | xo     | xxo    | xxx    |        | 2,22 m |
| 18    | Matúš Bubeník         | Slowakei            | o      | xxx    |        |        | 2,17 m |
| 18    | Takashi Etō           | Japan               | o      | xxx    |        |        | 2,17 m |
| 18    | Hsiang Chun-hsien     | Chinesisch Taipeh   | o      | xxx    |        |        | 2,17 m |
| 18    | Eugenio Rossi         | San Marino          | o      | xxx    |        |        | 2,17 m |
| NM    | Dmitry Kroyter        | Israel              | xxx    |        |        | –      | ogV    |

Weitere in Qualifikationsgruppe A ausgeschiedene Hochspringer:

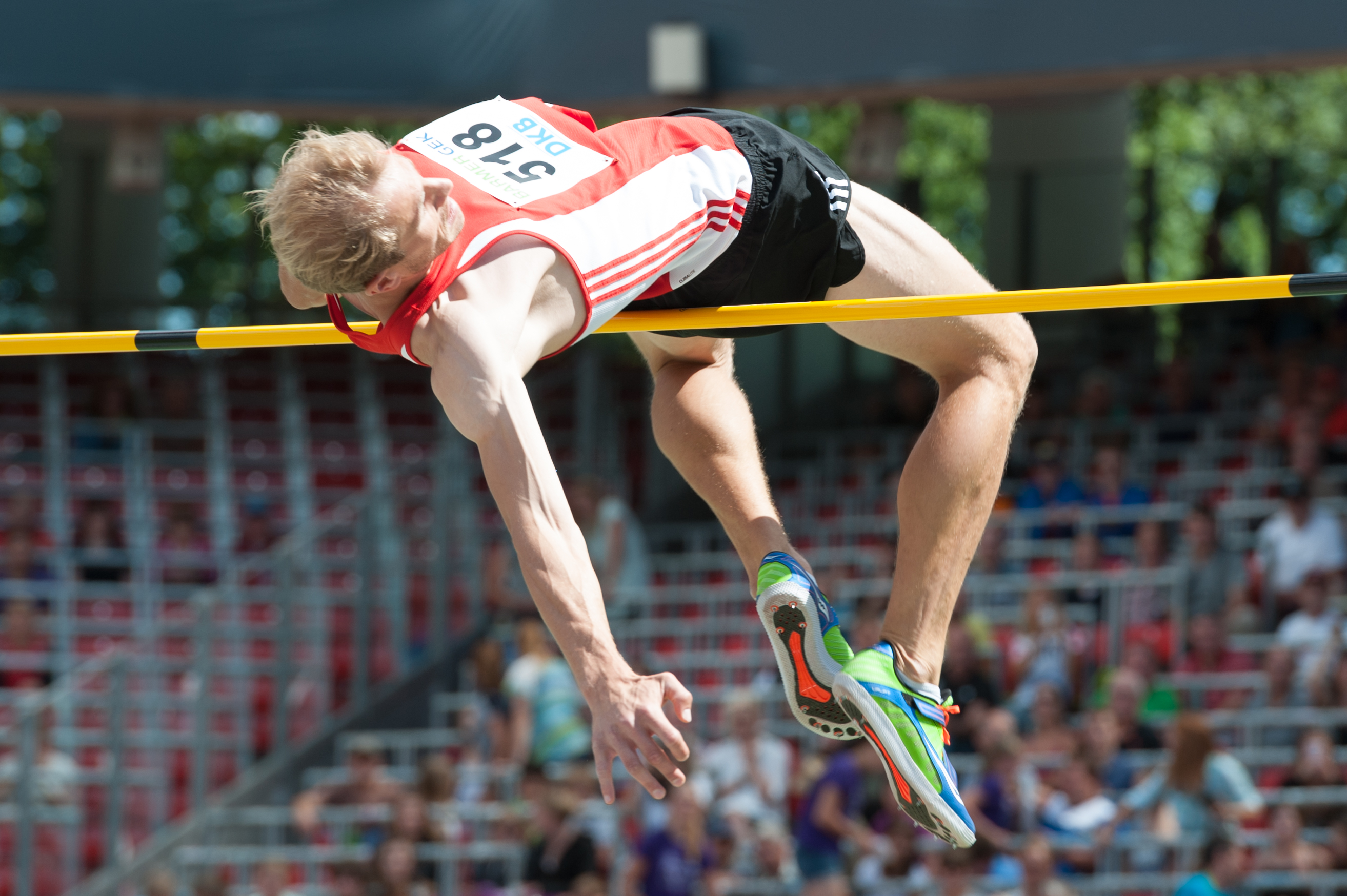
Eike Onnen – 2,26 m bei vier Fehlversuchen
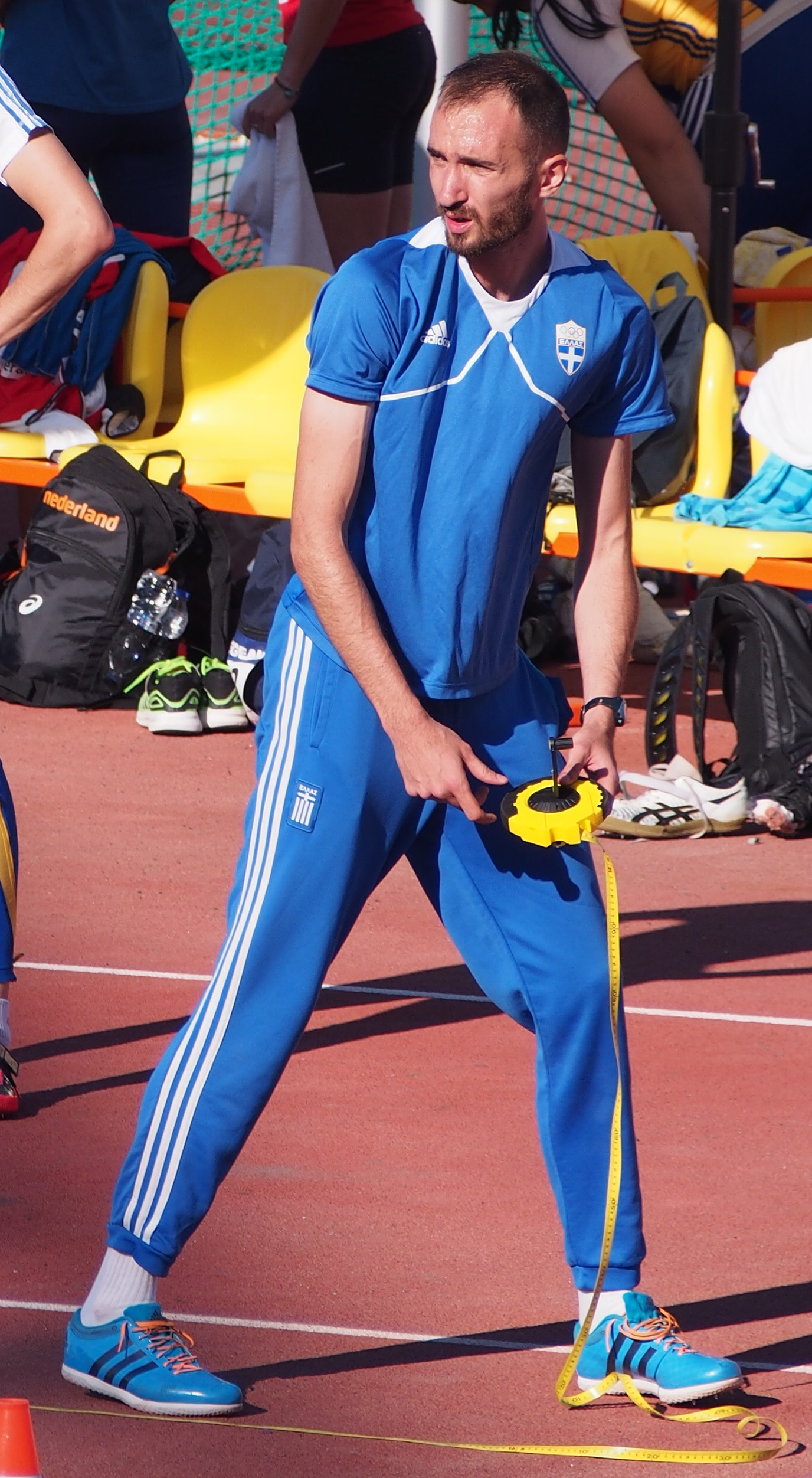
Konstandinos Baniotis – 2,22 m
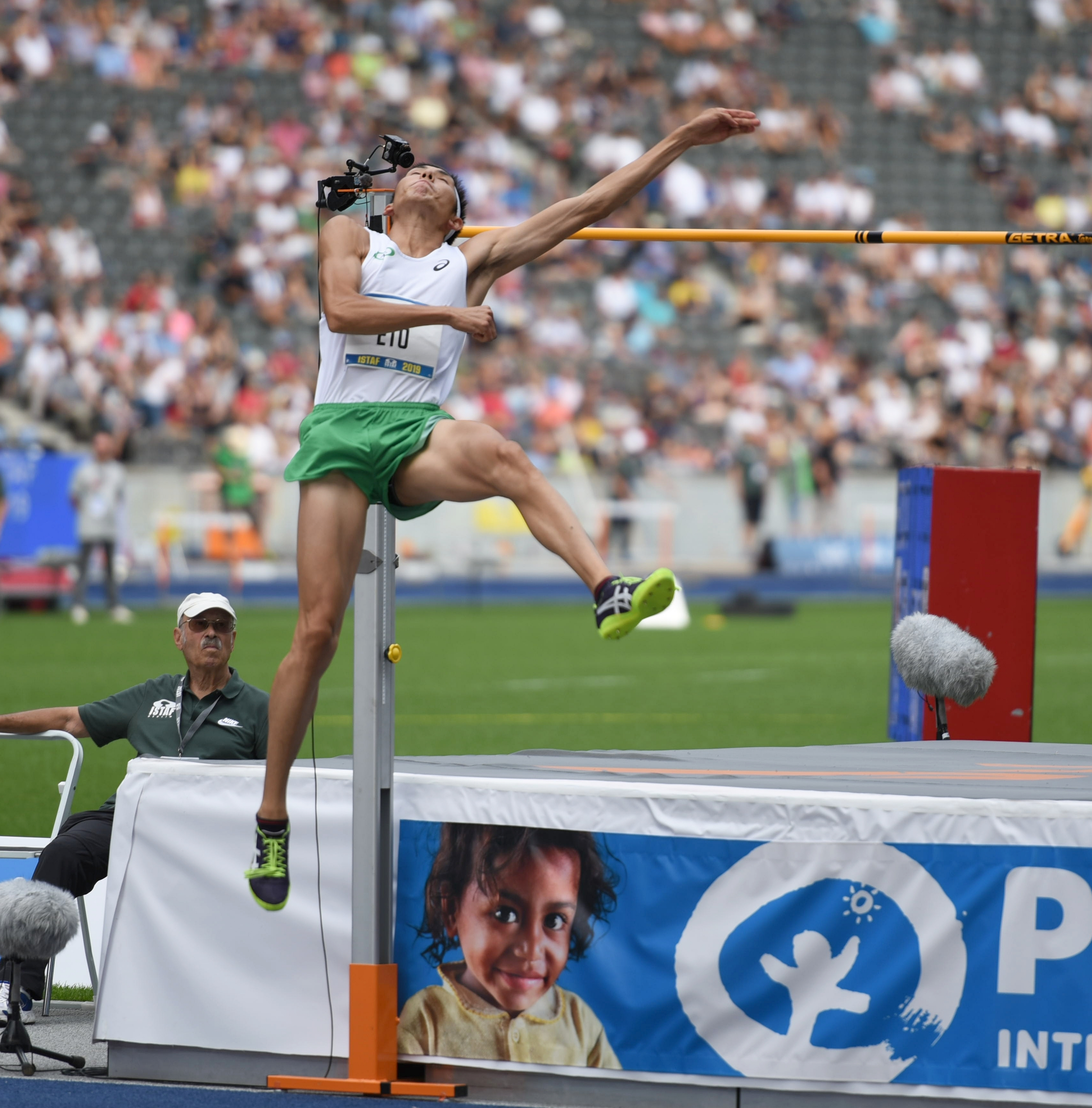
Takashi Etō – 2,17 m
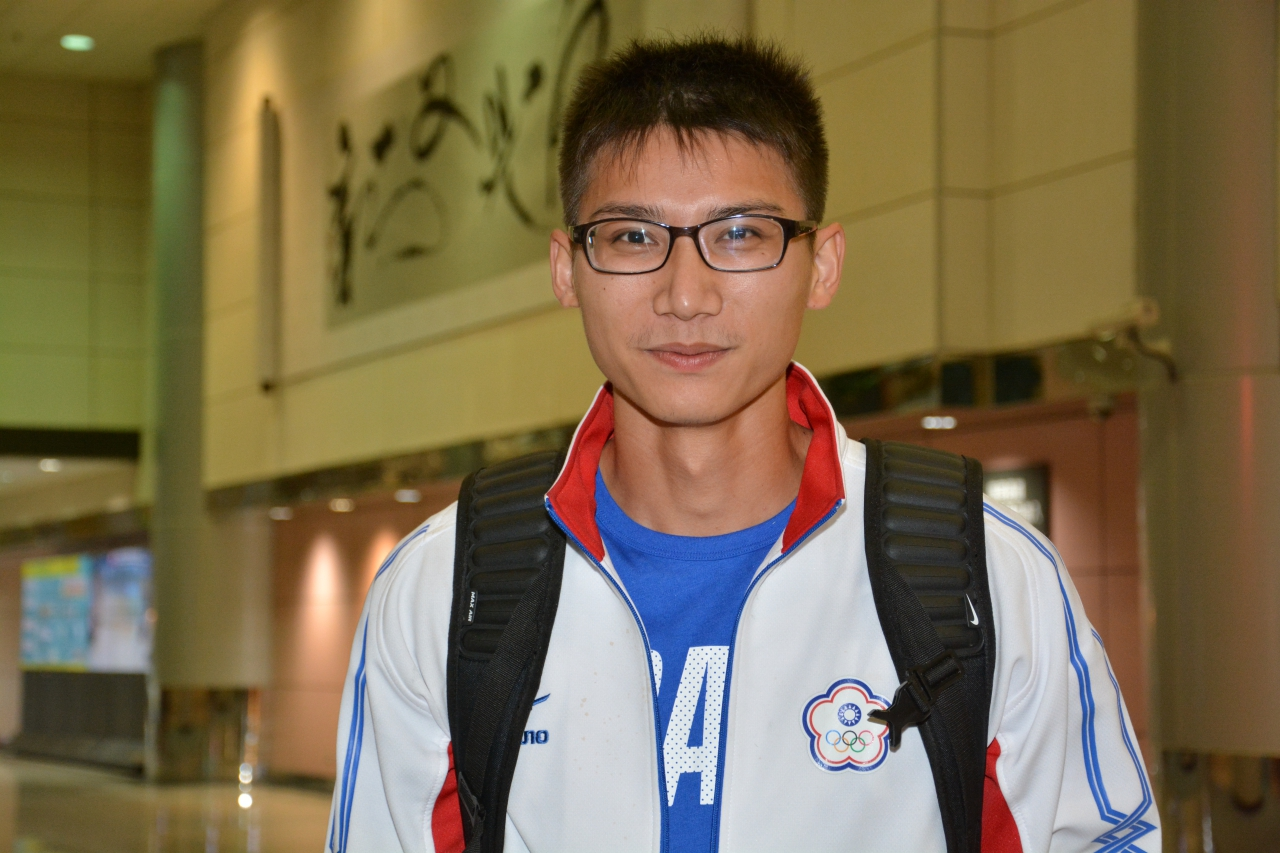
Hsiang Chun-hsien – 2,17 m
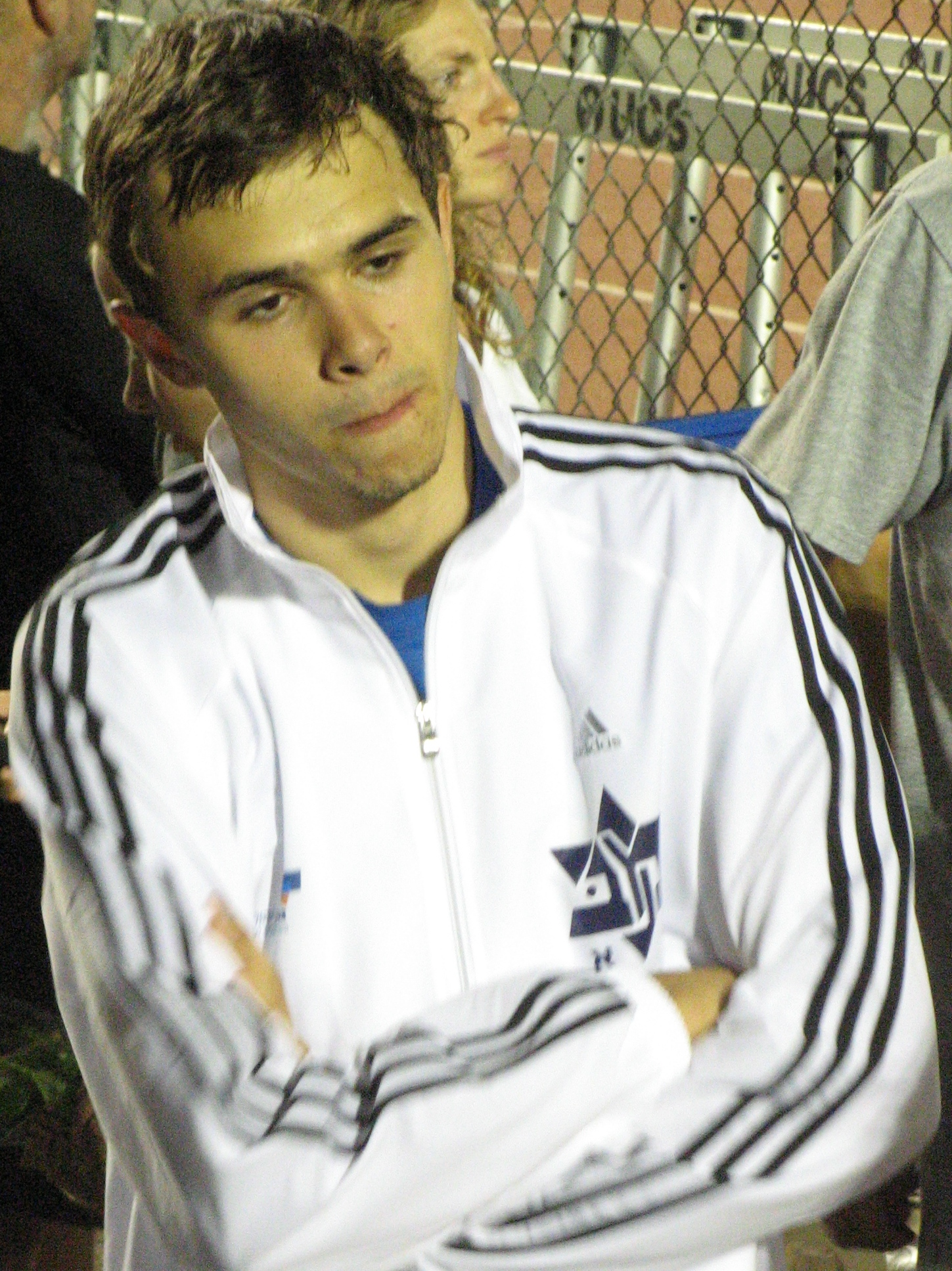
Dmitry Kroyter – kein gültiger Sprung

### Gruppe B
- Bradley Adkins – ausgeschieden
mit 2,22 m
- Zhang Guowei – ausgeschieden
mit 2,22 m

14. August 2016, 20.30 Uhr

| Platz | Name                    | Nation              | 2,17 m | 2,22 m | 2,26 m | 2,29 m | Höhe   |
| ----- | ----------------------- | ------------------- | ------ | ------ | ------ | ------ | ------ |
| 1     | Derek Drouin            | Kanada              | o      | o      | o      | o      | 2,29 m |
| 1     | Tichomir Iwanow         | Bulgarien           | o      | o      | o      | o      | 2,29 m |
| 3     | Robert Grabarz          | Großbritannien      | –      | o      | xo     | o      | 2,29 m |
| 3     | Erik Kynard             | Kanada              | o      | o      | xo     | o      | 2,29 m |
| 5     | Majd Eddin Ghazal       | Syrien              | –      | o      | o      | xo     | 2,29 m |
| 6     | Donald Thomas           | Bahamas             | o      | o      | xo     | xo     | 2,29 m |
| 7     | Jaroslav Bába           | Tschechien          | o      | o      | o      | xxx    | 2,29 m |
| 7     | Dimitrios Chondrokoukis | Zypern              | o      | o      | o      | xxx    | 2,29 m |
| 9     | Nauraj Singh Randhawa   | Malaysia            | xo     | o      | xo     | xxx    |        |
| 10    | Dmytro Jakowenko        | Ukraine             | o      | xxo    | xo     | xxx    | 2,22 m |
| 11    | Bradley Adkins          | USA                 | xxo    | xo     | xo     | xxx    | 2,22 m |
| 12    | David Adley Smith       | Puerto Rico         | o      | xo     | xxo    | xxx    | 2,22 m |
| 13    | Jamal Wilson            | Bahamas             | o      | o      | xxx    |        | 2,22 m |
| 13    | Zhang Guowei            | Volksrepublik China | o      | o      | xxx    |        | 2,22 m |
| 15    | Mateusz Przybylko       | Deutschland         | xo     | o      | xxx    |        | 2,22 m |
| 16    | Arturo Chávez           | Peru                | xxo    | o      | xxx    |        | 2,22 m |
| 17    | Sylwester Bednarek      | Polen               | o      | xo     | xxx    |        | 2,22 m |
| 18    | Edgar Rivera            | Mexiko              | o      | xxx    |        |        | 2,17 m |
| 18    | Talles Silva            | Brasilien           | o      | xxx    |        |        | 2,17 m |
| 20    | Joel Baden              | Australien          | xo     | xxx    |        |        | 2,17 m |
| 21    | Dsmitryj Nabokau        | Belarus             | xxo    | xxx    |        |        | 2,17 m |
| 21    | Yun Seung-hyun          | Südkorea            | xxo    | xxx    |        |        | 2,17 m |

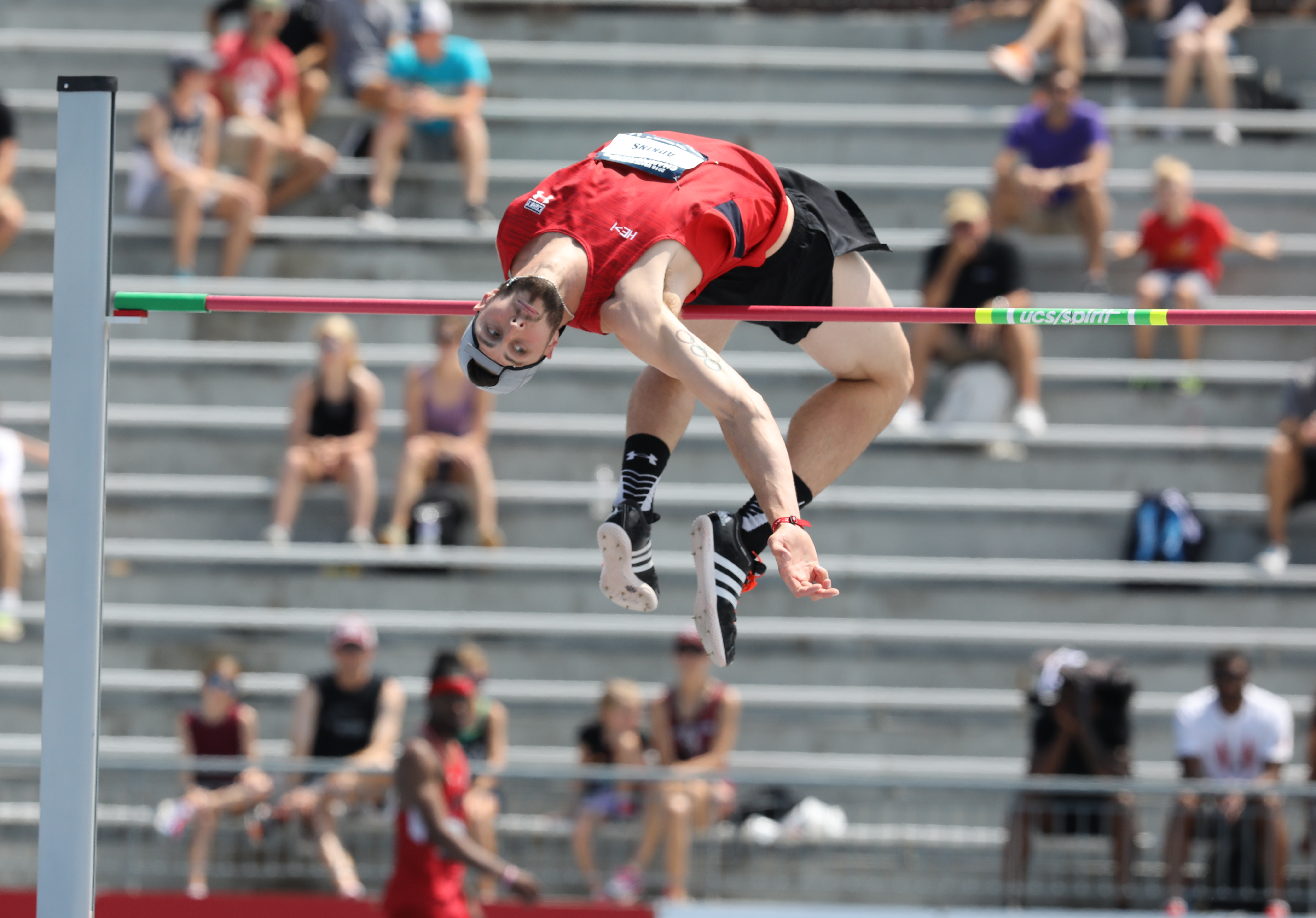
Bradley Adkins – ausgeschieden mit 2,22 m
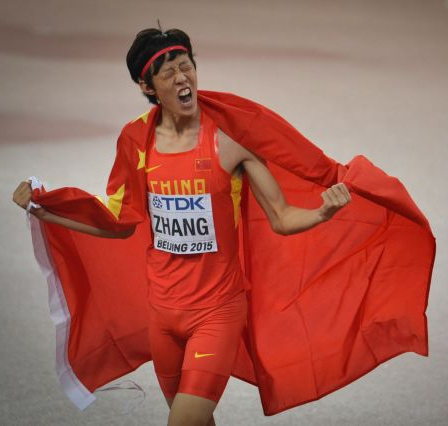
Zhang Guowei – ausgeschieden mit 2,22 m

Weitere in Qualifikationsgruppe B ausgeschiedene Hochspringer:

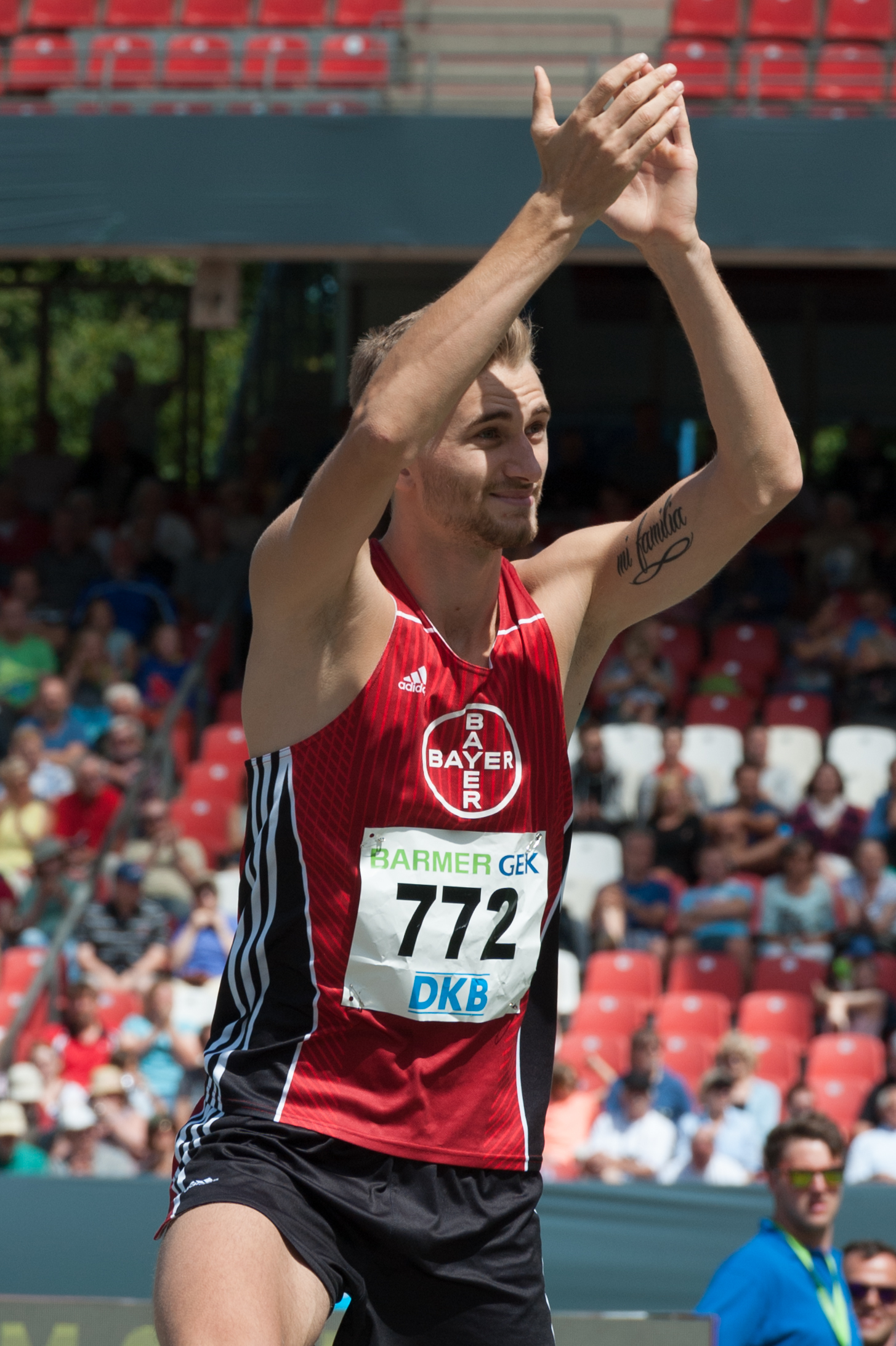
Mateusz Przybylko – 2,22 m
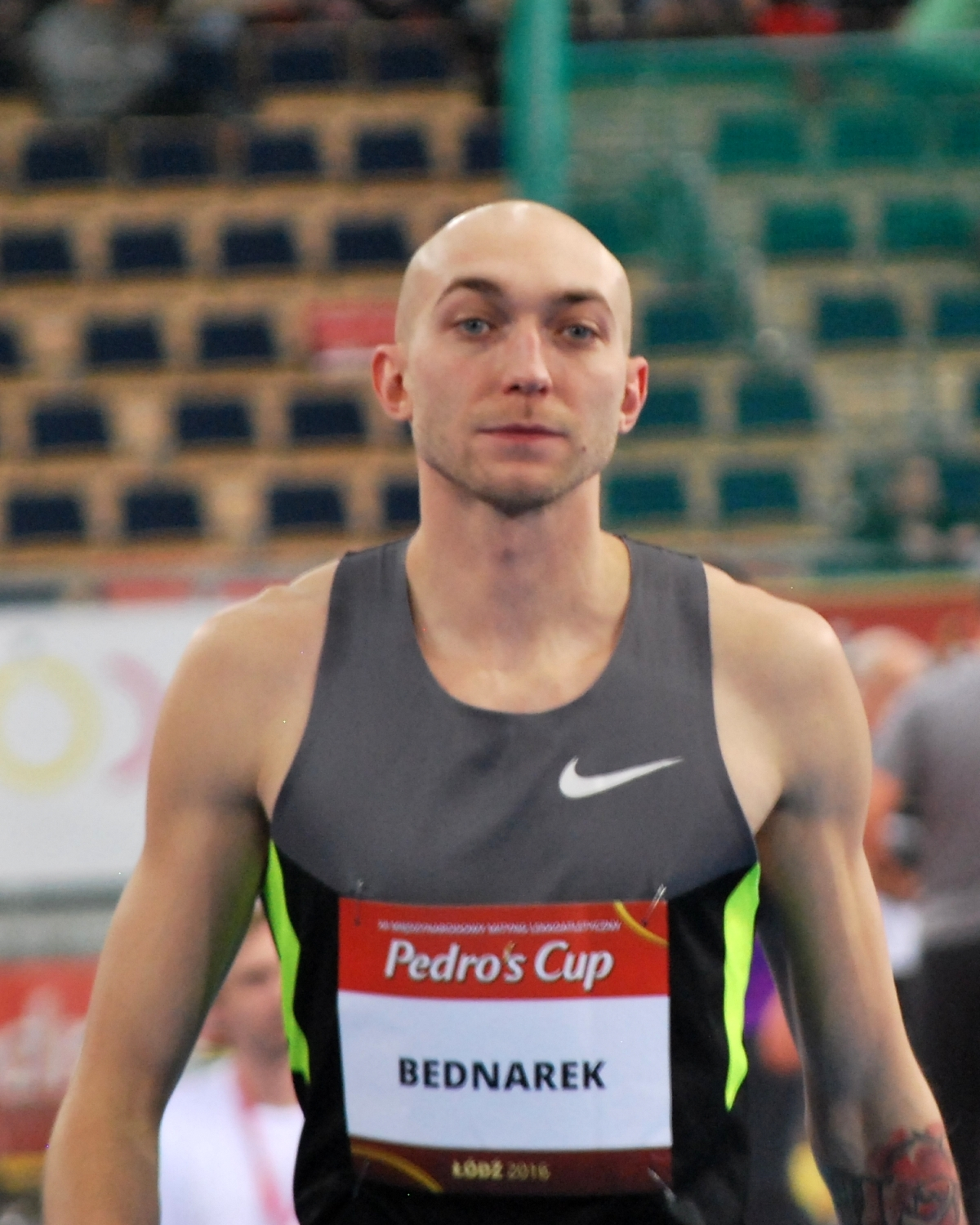
Sylwester Bednarek – 2,22 m
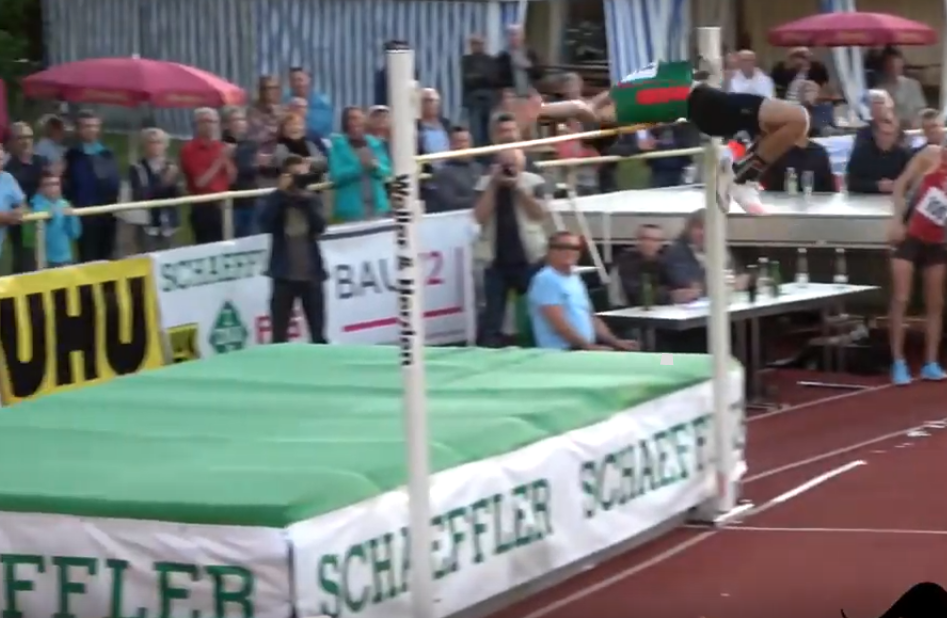
Edgar Rivera – 2,17 m
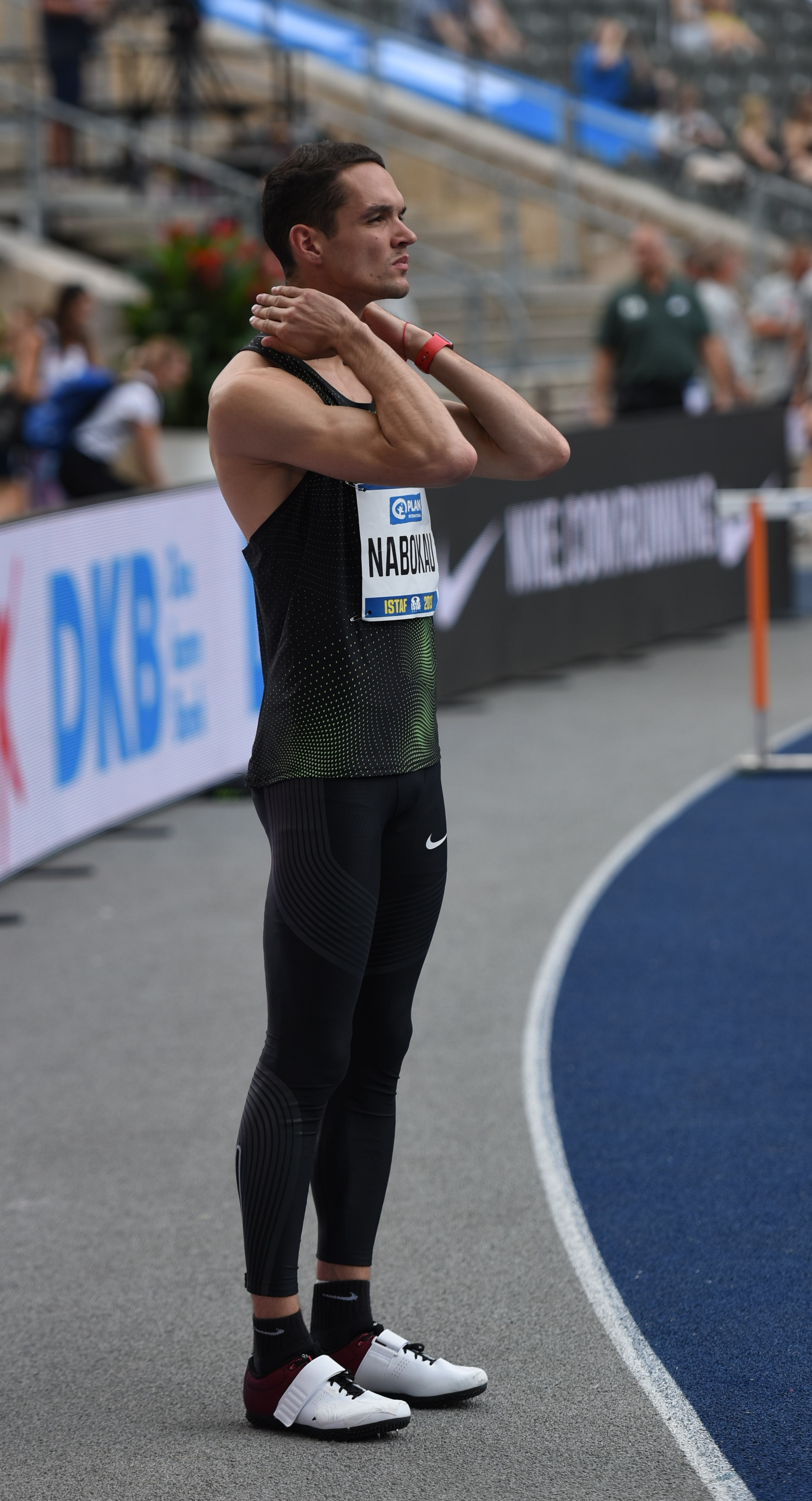
Dsmitryj Nabokau – 2,17 m

## Finale
16. August 2016, 20:30 Uhr
| Platz | Name                    | Nation         | 2,20 m | 2,25 m | 2,29 m | 2,33 m | 2,36 m | 2,38 m | 2,40 m | Endresultat |
| ----- | ----------------------- | -------------- | ------ | ------ | ------ | ------ | ------ | ------ | ------ | ----------- |
| 1     | Derek Drouin            | Kanada         | o      | o      | o      | o      | o      | o      | x      | 2,38 m      |
| 2     | Mutaz Essa Barshim      | Katar          | o      | o      | o      | o      | o      | xxx    |        | 2,36 m      |
| 3     | Bohdan Bondarenko       | Ukraine        | –      | o      | –      | o      | –      | xx–    | x      | 2,33 m      |
| 4     | Robert Grabarz          | Großbritannien | o      | xo     | o      | o      | xxx    |        |        | 2,33 m      |
| 4     | Andrij Prozenko         | Ukraine        | o      | o      | xo     | o      | xxx    |        |        | 2,33 m      |
| 6     | Erik Kynard             | USA            | o      | xo     | o      | xxo    | xxx    |        |        | 2,33 m      |
| 7     | Majd Eddin Ghazal       | Syrien         | o      | o      | o      | xxx    |        |        |        | 2,29 m      |
| 7     | Kyriakos Ioannou        | Zypern         | o      | o      | o      | xxx    |        |        |        | 2,29 m      |
| 7     | Donald Thomas           | Bahamas        | o      | o      | o      | xxx    |        |        |        | 2,29 m      |
| 10    | Tichomir Iwanow         | Bulgarien      | o      | xo     | o      | xxx    |        |        |        | 2,29 m      |
| 11    | Trevor Barry            | Bahamas        | o      | o      | xxx    |        |        |        |        | 2,25 m      |
| 12    | Dimitrios Chondrokoukis | Zypern         | xo     | o      | xxx    |        |        |        |        | 2,25 m      |
| 13    | Luís Castro             | Puerto Rico    | o      | xxo    | xxx    |        |        |        |        | 2,25 m      |
| 14    | Jaroslav Bába           | Tschechien     | o      | xxx    |        |        |        |        |        | 2,20 m      |
| 15    | Brandon Starc           | Australien     | xo     | xxx    |        |        |        |        |        | 2,20 m      |

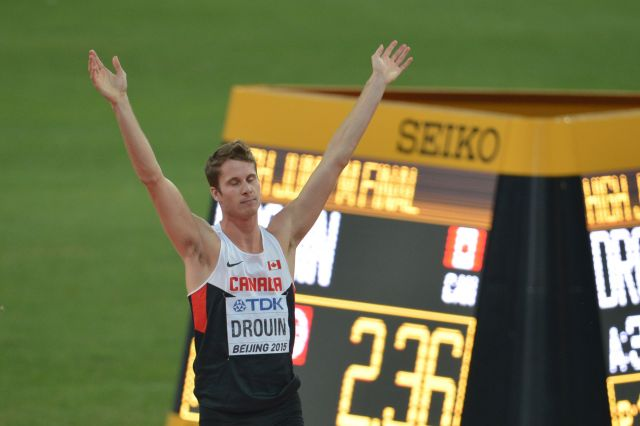
Olympiasieger Derek Drouin

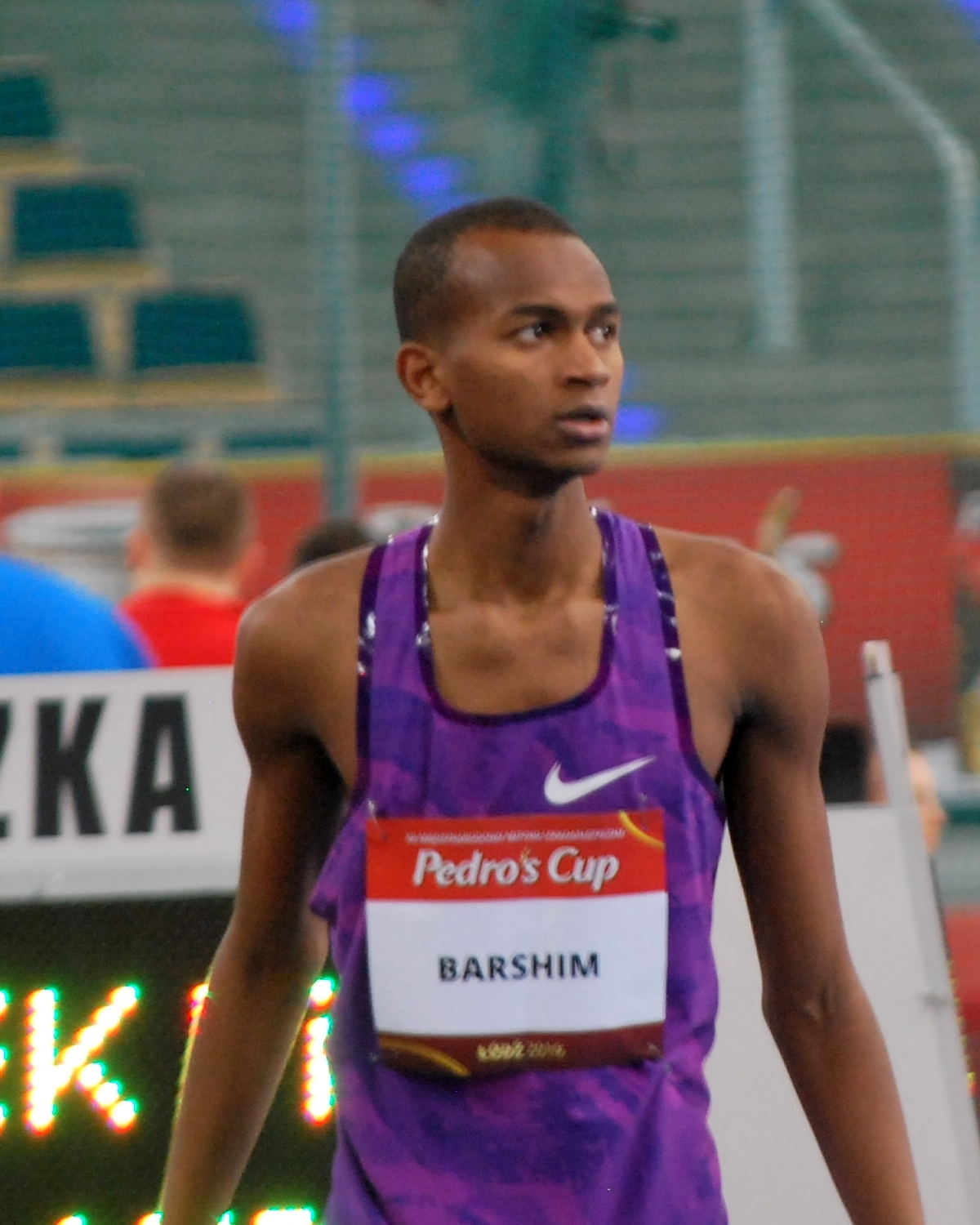
Gewinner der Silbermedaille:
Mutaz Essa Barshim

Für das Finale hatten sich fünfzehn Athleten qualifiziert, keiner von ihnen war die geforderte Qualifikationshöhe überhaupt erst angegangen, weil sich die Finalteilnahme alleine über die erreichten Platzierungen ergab. Um die Medaillen kämpften je zwei Athleten von den Bahamas, aus der Ukraine und aus Zypern sowie jeweils ein Athlet aus Australien, Bulgarien, Großbritannien, Katar, Syrien, Puerto Rico, Tschechien und den USA.
Zu den Favoriten gehörten in erster Linie der kanadische Weltmeister Derek Drouin, der ukrainische Weltmeister von 2013, Vizeweltmeister von 2015 und Europameister von 2014 Bohdan Bondarenko sowie der Olympiadritte von 2012, Vizeweltmeister von 2013 und WM-Vierte von 2015 Mutaz Essa Barshim aus Katar. Der Chinese Zhang Guowei, 2015 gemeinsam mit Bondarenko Vizeweltmeister, war überraschend bereits in der Qualifikation ausgeschieden. Die russischen Athleten, die hier teilweise ebenso zum Favoritenkreis gezählt hätten, waren aufgrund des Staatsdopings in Russland von diesen Spielen durch die IAAF (heute World Athletics) ausgeschlossen, es sei denn, sie konnten nachweisen, sich den vorgeschriebenen Dopingkontrollen unterzogen zu haben. Hier im Hochsprung war kein russischer Sportler dabei.
Zehn der fünfzehn Finalisten waren nach übersprungener Höhe von 2,29 m noch im Rennen. Die nächste Höhe von 2,33 m bewältigten Drouin, die Ukrainer Bondarenko und Andrij Prozenko sowie Barshim und der Brite Robert Grabarz im ersten Versuch. Der US-Springer Erik Kynard benötigte drei Versuche, vier der verbliebenen Athleten schieden aus. So kämpften jetzt noch sechs Athleten um die Medaillen. Bondarenko, Barshim und Drouin waren dabei noch ohne jeden Fehlversuch geblieben. Grabarz und Prozenko hatten je einen Fehlsprung auf ihrem Konto, Kynard war mit drei Fehlversuchen belastet.
Bei 2,36 m war der Wettkampf dann für Prozenko, Grabarz und Kynard beendet, sie rissen jeweils dreimal. Bondarenko ließ wie schon bei früheren Höhen die 2,36 m aus, Drouin und Barshim meisterten sie im ersten Versuch. Nun lag die Latte auf 2,38 m. Drouin und Barshim lagen mit übersprungenen 2,36 m gleichauf an der Spitze. Bondarenko war Dritter mit 2,33 m, hatte jedoch noch alle Chancen, mit einem erfolgreichen Sprung über die nächste Höhe im Kampf um den Olympiasieg dabei zu sein. Die weiteren Platzierungen standen bereits fest. Robert Grabarz und Andrij Prozenko waren gemeinsame Vierte, Erik Kynard belegte Rang sechs. Sie alle hatten 2,33 m übersprungen.
Die Springer traten in der Reihenfolge Bondarenko, Drouin und Barshim zu ihren Sprüngen über 2,38 m an. Bondarenko riss im ersten Versuch, Drouin überquerte die Latte. Auch Barshim hatte einen Fehlversuch. Im zweiten Versuch rissen Bondarenko und Barshim ein weiteres Mal. Bondarenko nahm seinen letzten Versuch mit in die nächste Höhe, Barshim war auch beim dritten Mal nicht erfolgreich. Er hatte damit Bronze sicher, konnte jedoch je nach Abschneiden von Bondarenko noch die Silbermedaille gewinnen.
Nun wurden 2,40 m aufgelegt, das übertraf den bestehenden olympischen Rekord des US-Amerikaners Charles Austin aus dem Jahr 1996 um einen Zentimeter. Im ersten Durchgang gab es Fehlversuche für Bondarenko und Drouin. Damit war Bohdan Bondarenko ausgeschieden und hatte mit 2,33 m Bronze gewonnen, für Mutaz Essa Barshim gab es die Silbermedaille. Derek Drouin, der auf weitere Versuche verzichtete, war nach seinem Weltmeistertitel nun auch Olympiasieger.
Mutaz Essa Barshim war mit dieser Silbermedaille der bis dahin erfolgreichste Teilnehmer Katars bei Olympischen Spielen. Bisher hatte es bei acht Teilnahmen katarischer Sportler vier Bronzemedaillen gegeben. Barshim war der bisher einzige Sportler aus diesem Land mit zwei olympischen Medaillen.

Bohdan Bondarenko gewann die erste Medaille im Hochsprung für die Ukraine.

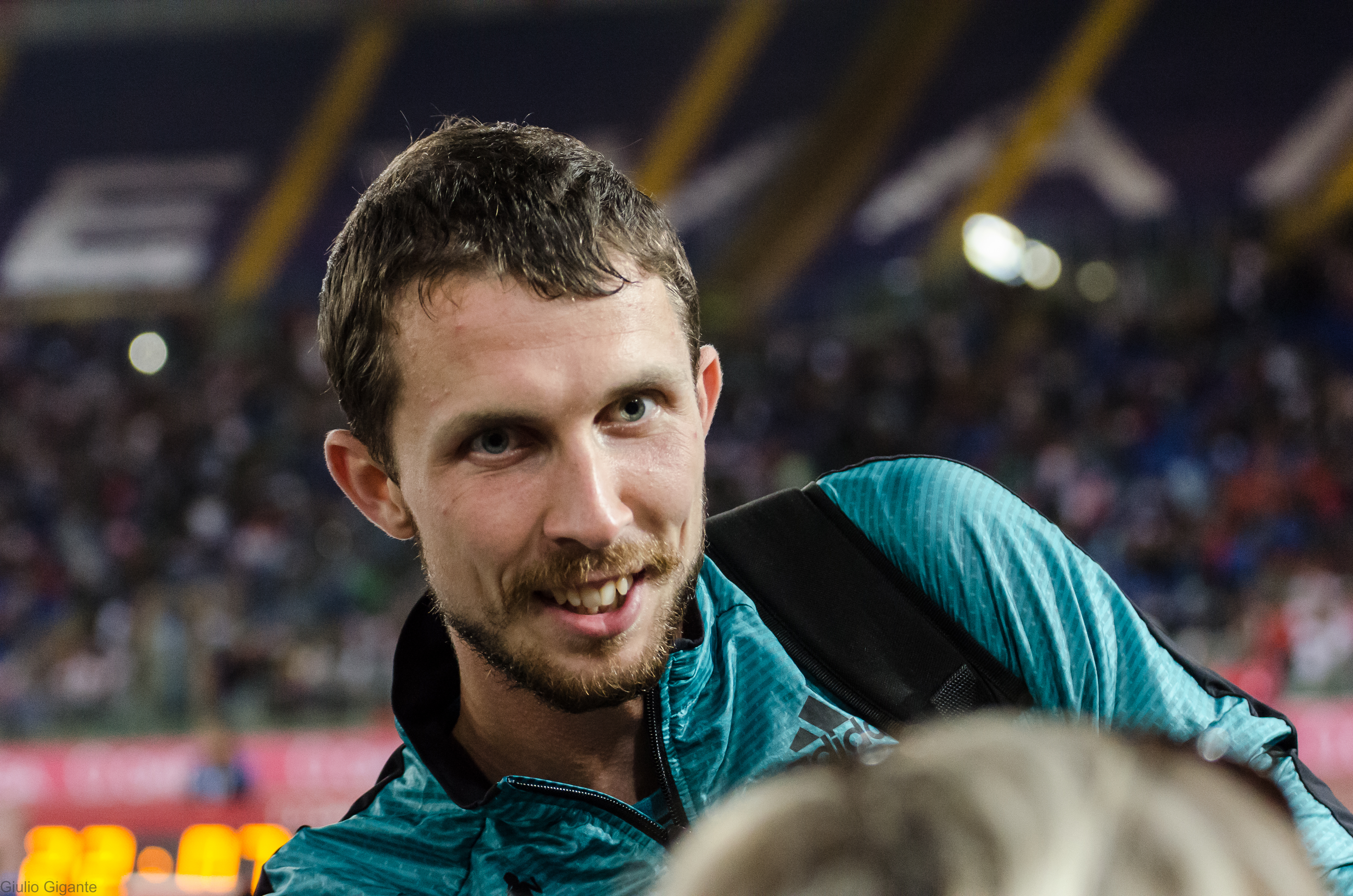
Gewinner der Bronzemedaille: Bohdan Bondarenko
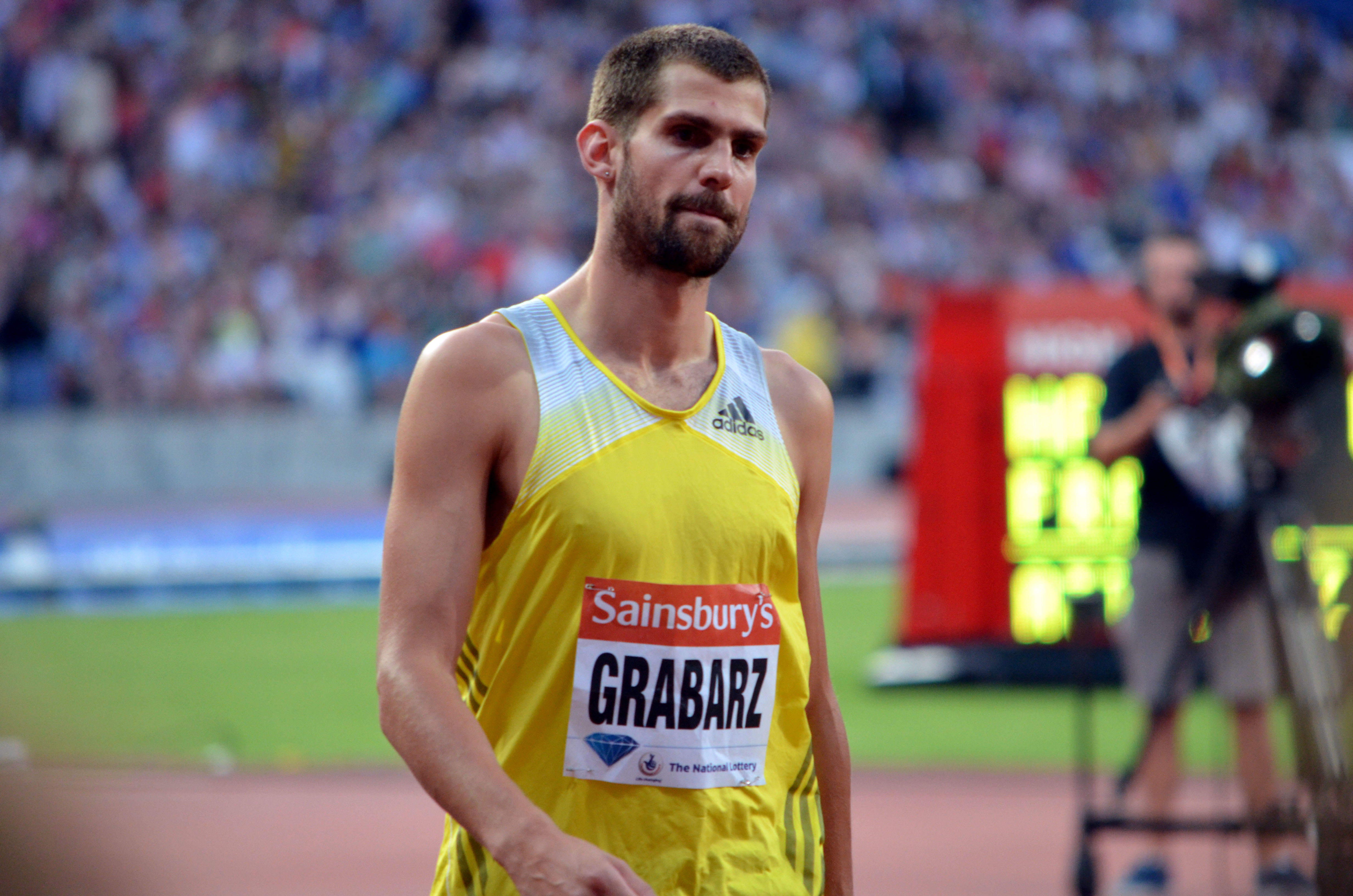
Robert Grabarz – geteilter vierter Platz
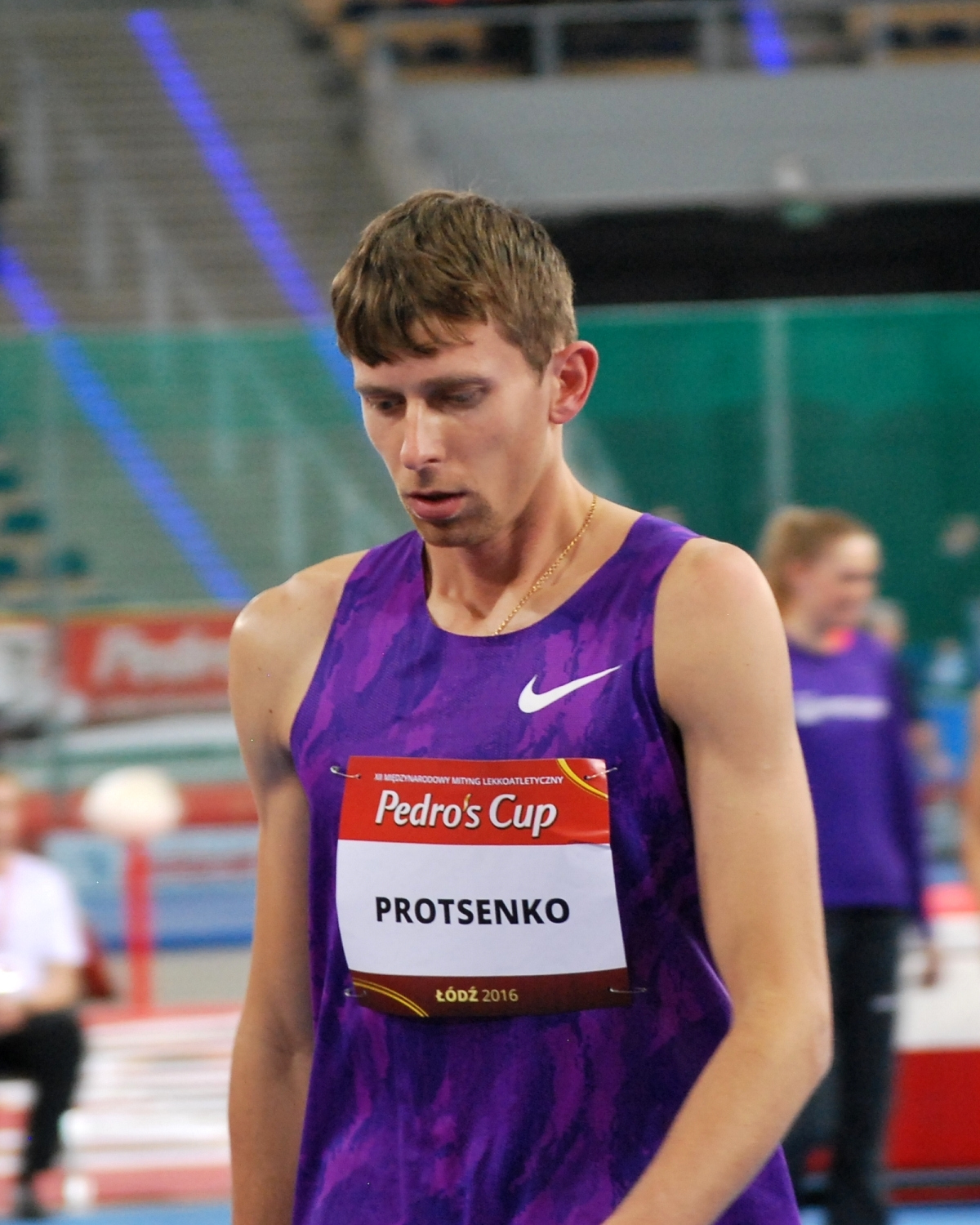
Andrij Prozenko wurde ebenfalls Vierter
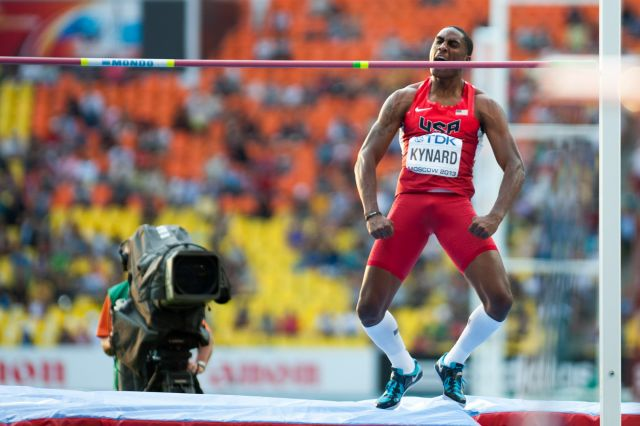
Erik Kynard erreichte Platz sechs
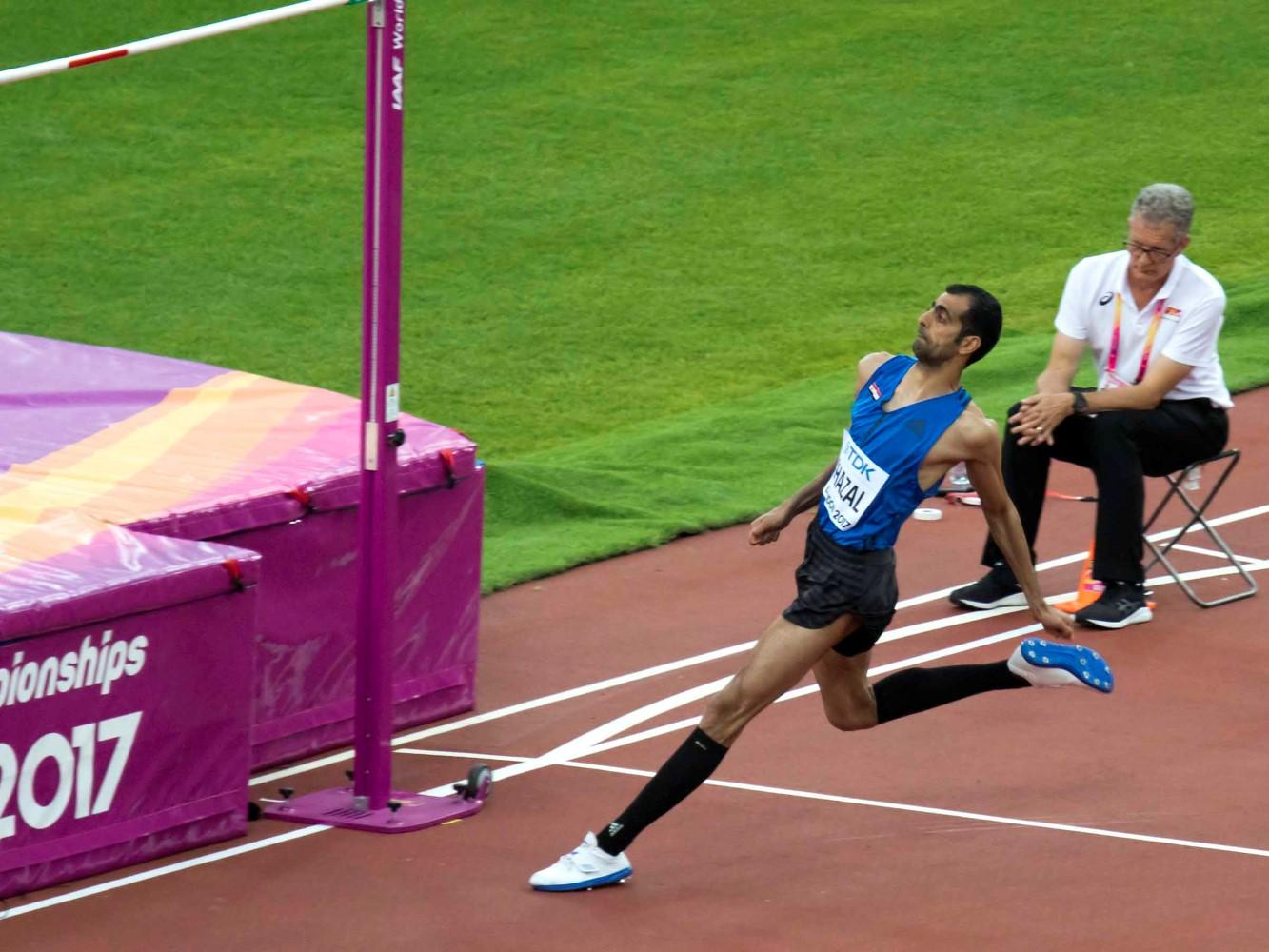
Majd Eddin Ghazal kam auf den geteilten Platz sieben
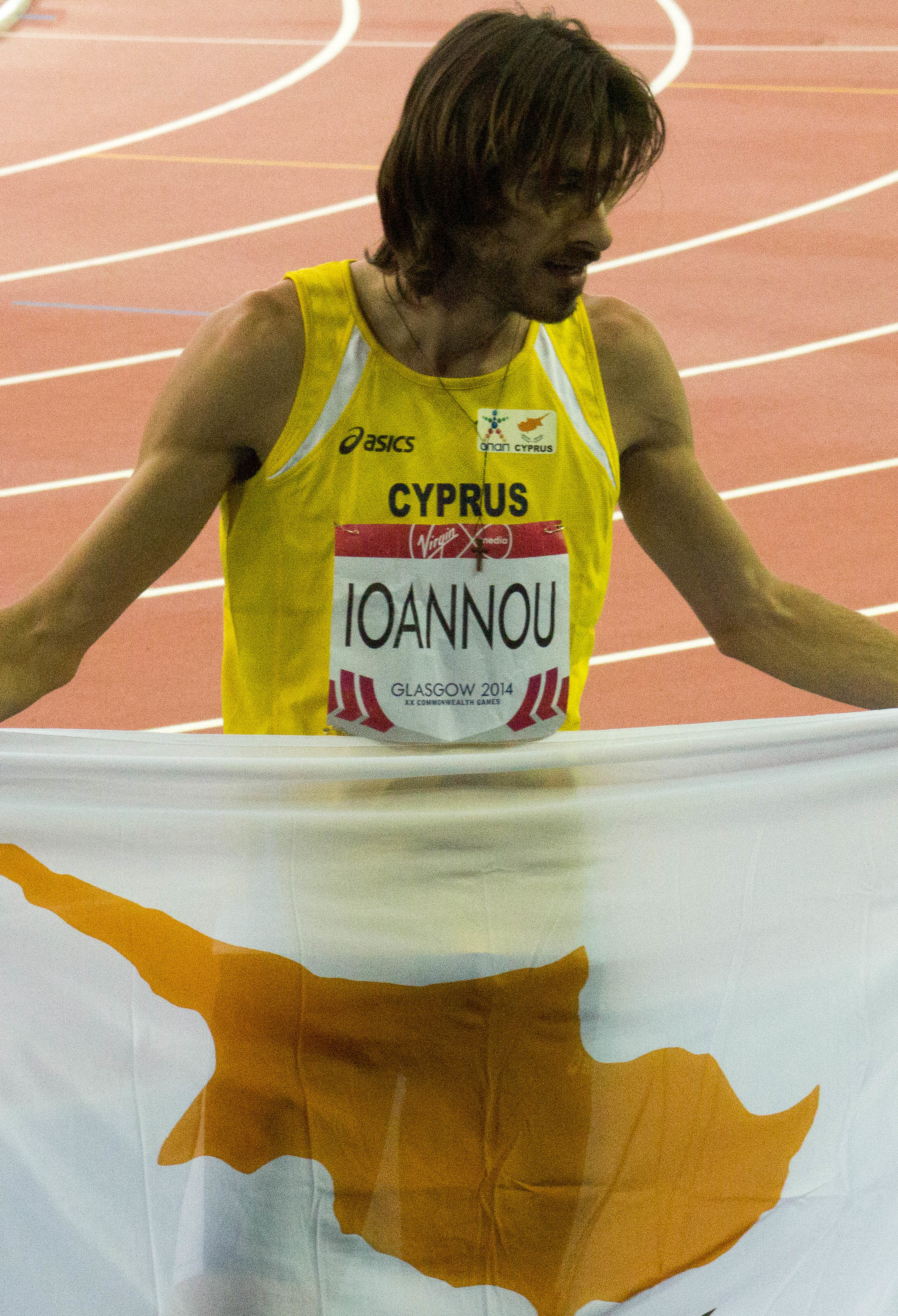
Auch Kyriakos Ioannou belegte den geteilten siebten Rang
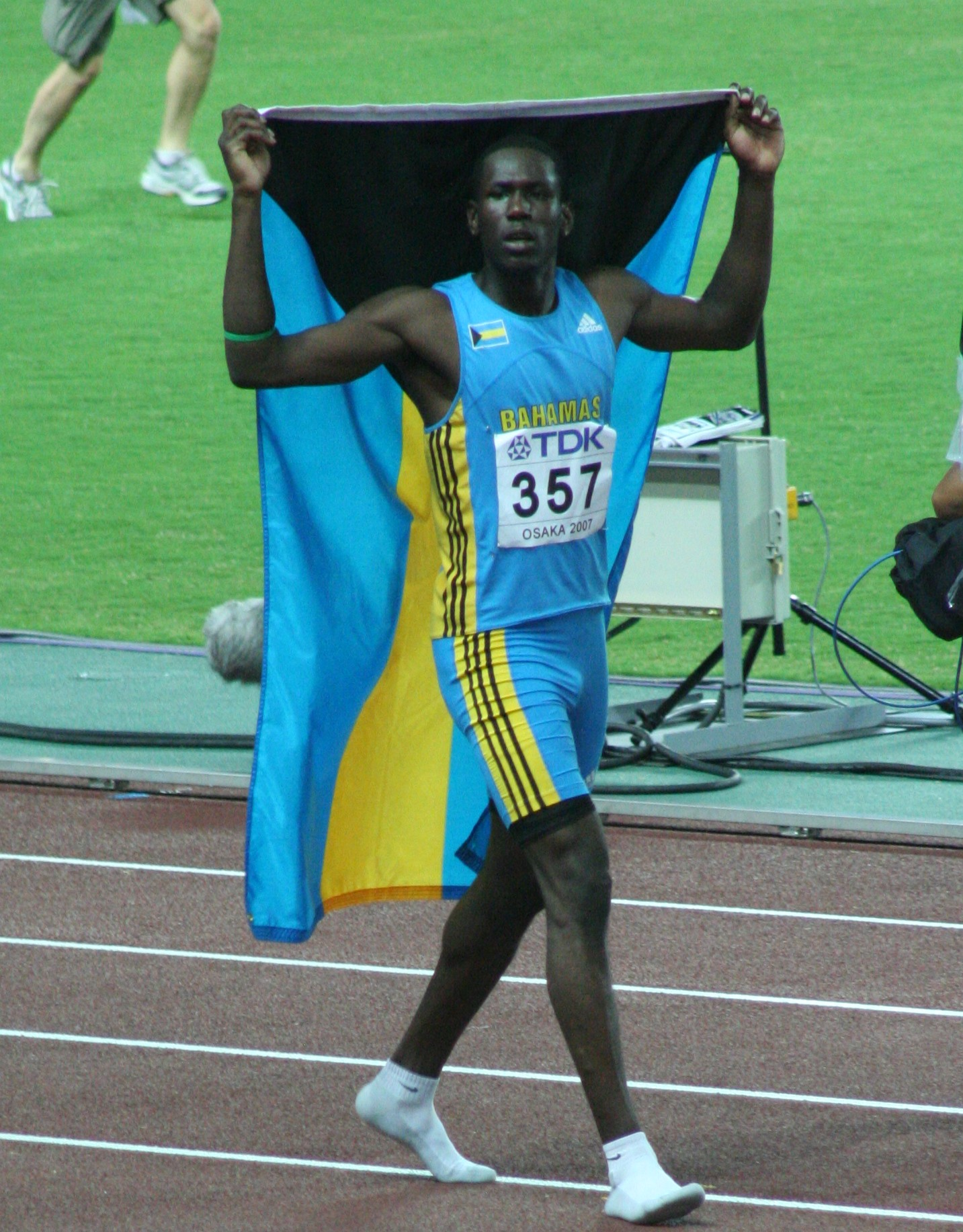
Donald Thomas wurde ebenfalls Siebter
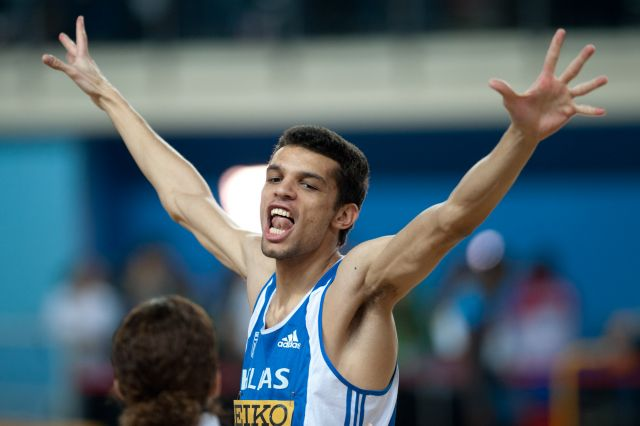
Dimitrios Chondrokoukis belegte Rang zwölf
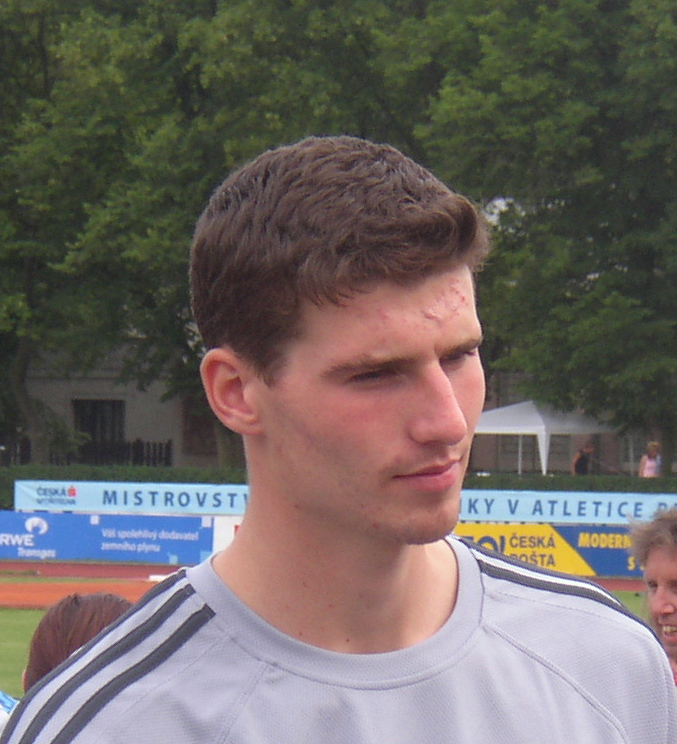
Jaroslav Bába kam auf Rang vierzehn
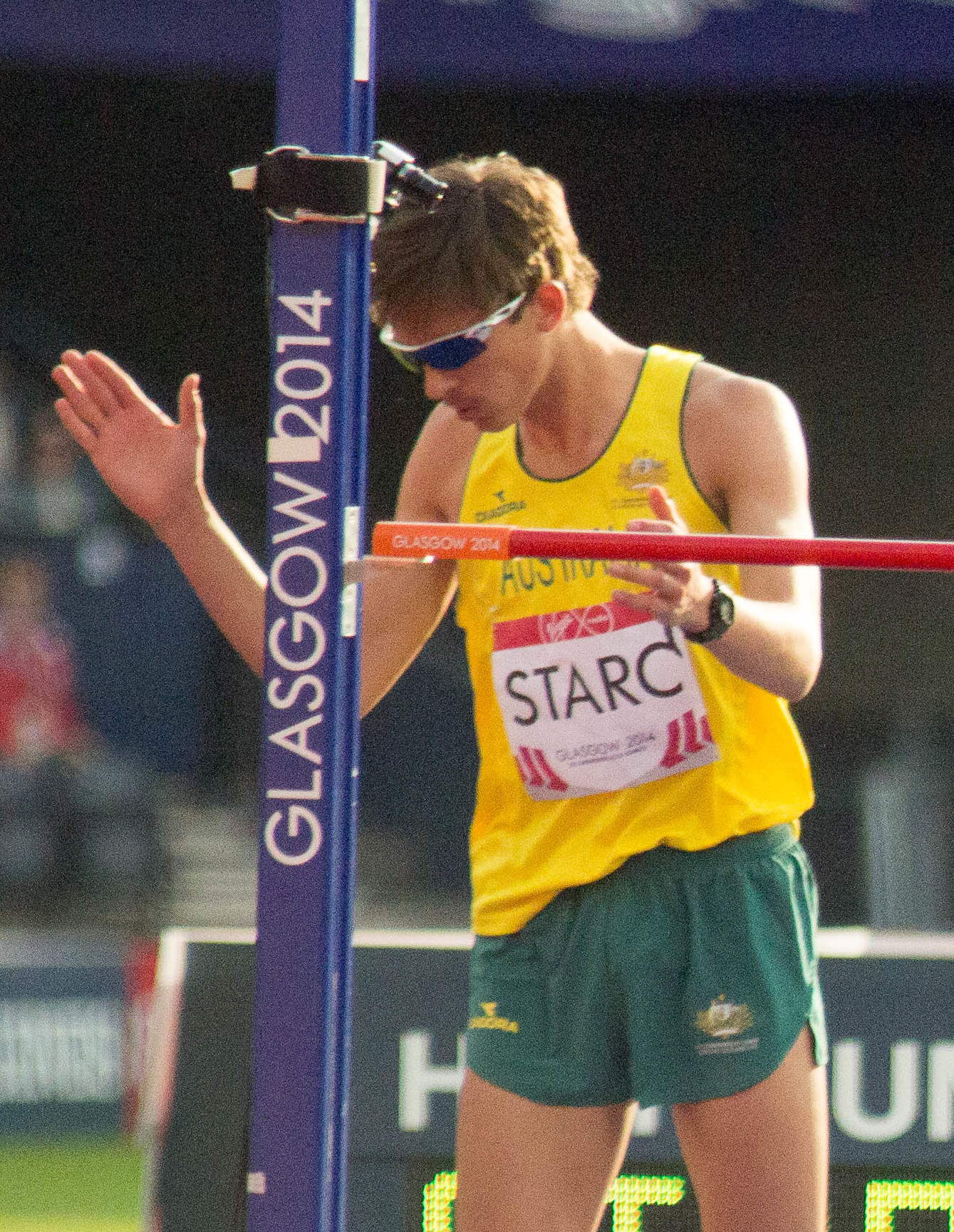
Brandon Starc – Platz fünfzehn

## Video
- Men's High Jump Final, Rio 2016 Replay, youtube.com, abgerufen am 1. Mai 2022